# Giovanni Battista Birago Avogadro
Giovanni Battista Birago Avogadro est un historien et juriste italien du milieu du XVIIe siècle.

## Œuvres
- Mercurio Veridico, ovvero annali universali d’Europa, Venise, 1648, in-4°. Ce petit ouvrage doit nécessairement accompagner le Mercurio de Vittorio Siri. Ces deux auteurs publièrent l’un contre l’autre quelques écrits devenus rares mais peu importants.
- Storie memorabili delle sollevazioni di stato dall’anno 1626 all’anno 1652, Venise, 1653, in-4°. C’est la 5e partie de la collection des Histoires mémorables d’Alessandro Zilioli. Plusieurs de ces révolutions avaient déjà été imprimées séparément.
- Storia Africana della divisione dell’imperio degli Arabi dall’anno 770 al 1007, Venise, 1650, in-4°. Elle a été traduite en français par l’abbé de Pure sous le titre d’Histoire africaine, Paris, 1666, in-12.
- Istoria della disunione del regno di Portogallo, e della corona di Castiglia, Lyon, 1644, in-4° ; Amsterdam, 1647, in-8°. Birago Avogadro a encore traduit du latin en italien les Histoires de Venise de Giovanni Battista Vero, en y ajoutant une suite jusqu’en 1643, Venise, 1655, in-12 ; et 1678, in-4°.